# 島崎毅
- 島﨑毅

島崎 毅（しまざき たけし、1967年3月3日 - ）は、千葉県成田市出身の元プロ野球選手（投手）・コーチ。コーチ転身後の2003年から表記を島﨑 毅（読み同じ）としている。
パシフィック・リーグ初の最優秀中継ぎ投手を獲得している。

## 経歴
小学5年の時に野球を始め、中学時代は三塁手だった。
東京学館高等学校で投手に転向。在学中から、千葉県内の高校野球界で好投手として知られていたが、高校時代の夏の県大会は3回戦進出が最高成績（1984年）。高校卒業後は、東都大学野球連盟に所属する国士舘大学に進んだが、在学中はチームの活動停止期間等もあって1部でプレーの夢はかなわなかった。大学通算15勝14敗。
国士舘大学2部政経学部を卒業後、社会人野球のNTT北海道に入部。1990年に補強選手として都市対抗野球へ出場、秋の日本選手権では1回戦で住友金属を相手に完投勝利、2回戦も好リリーフでベスト8。1991年の都市対抗野球には自チームで出場（完投も初戦敗退）。同年秋のドラフト会議で、日本ハムファイターズに4位指名され入団。東京学館高校出身者初のプロ野球選手になった。
現役時代はスリークォーター・サイドスローからカーブやパームボールやシンカーなど緩い変化球を駆使し、専ら中継ぎとして活躍した。
入団当初は制球難に苦しみ大卒社会人入団ながら即戦力になれなかったものの、1995年監督に新任した上田利治に重点起用され一軍に定着。同年には中継ぎで9勝を挙げる。翌1996年にはオールスターゲームに出場し、5勝14セーブの成績を挙げ、最多ホールドのタイトルを獲得するが、同年9月23日のオリックス・ブルーウェーブ戦（グリーンスタジアム神戸）で延長10回裏に、イチローにリーグ優勝を決めるサヨナラ適時打を打たれた。
1997年にはダブルストッパーだった金石昭人が先発に転向したことによりストッパー専任になったが精彩を欠き、翌年には抑えからも外され未勝利に終わる。1998年は前半戦最後の試合で右脇腹を痛めて以降、一軍登板はなく、シーズン終了後に戦力外通告を言い渡され、同年10月31日に金銭トレードで中日ドラゴンズへ移籍することが発表された。
1999年、この年チームはリーグ優勝したが、チームは投手王国であったため数試合の登板に終わり、翌2000年には一軍登板はなく戦力外通告を受けた。
2001年には広島東洋カープにテスト入団したがこの年も一軍登板はなく、同年限りで引退。
2002年より日本ハムで投手コーチ（2002年 - 2003年は二軍、2004年 - 2005年は一軍、2006年 - 2009年は二軍、2010年は一軍、2011年 - 2012年は二軍、2013年は一軍ブルペン）を務めた後、チーム統轄本部プロスカウトに就任した。2003年から苗字を異体字の「島﨑」としている。
2017年シーズンより再び現場に復帰し、二軍育成コーチを担当。2020年からは二軍投手コーチを、2022年は一軍投手コーチ、2023年はファーム投手コーチを務め、同年限りで退任した。
同年11月14日に、日本海リーグ・富山GRNサンダーバーズの投手コーチに就任することが発表された。発表ではNPBコーチ時代に使用していた「島﨑」ではなく「島崎」表記となっている。2024年の1シーズン務め、シーズン終了後の12月3日に、中華職業棒球大聯盟 (CPBL)の富邦ガーディアンズで2軍投手コーチに就任することが発表された。

## 人物
趣味は日曜大工で、普段から練習で折れたバットをはじめ木材を集めて木工品を作っている。

## 詳細情報

### 年度別投手成績
| 年 度     | 球 団     | 登 板 | 先 発 | 完 投 | 完 封 | 無 四 球 | 勝 利 | 敗 戦 | セ 丨 ブ | ホ 丨 ル ド | 勝 率 | 打 者 | 投 球 回 | 被 安 打 | 被 本 塁 打 | 与 四 球 | 敬 遠 | 与 死 球 | 奪 三 振 | 暴 投 | ボ 丨 ク | 失 点 | 自 責 点 | 防 御 率 | W H I P |
| --------- | --------- | ----- | ----- | ----- | ----- | -------- | ----- | ----- | -------- | ----------- | ----- | ----- | -------- | -------- | ----------- | -------- | ----- | -------- | -------- | ----- | -------- | ----- | -------- | -------- | ------- |
| 1992      | 日本ハム  | 14    | 0     | 0     | 0     | 0        | 0     | 0     | 0        | --          | ----  | 122   | 24.0     | 36       | 5           | 17       | 1     | 2        | 25       | 1     | 0        | 19    | 19       | 7.13     | 2.21    |
| 1993      | 日本ハム  | 1     | 0     | 0     | 0     | 0        | 0     | 0     | 0        | --          | ----  | 7     | 1.1      | 2        | 0           | 1        | 0     | 0        | 2        | 1     | 0        | 1     | 1        | 6.75     | 2.25    |
| 1995      | 日本ハム  | 51    | 0     | 0     | 0     | 0        | 9     | 7     | 3        | --          | .563  | 392   | 94.1     | 77       | 2           | 35       | 4     | 5        | 83       | 0     | 0        | 23    | 21       | 2.00     | 1.19    |
| 1996      | 日本ハム  | 54    | 0     | 0     | 0     | 0        | 5     | 4     | 14       | --          | .556  | 385   | 97.1     | 85       | 4           | 19       | 5     | 1        | 58       | 0     | 0        | 30    | 25       | 2.31     | 1.07    |
| 1997      | 日本ハム  | 49    | 0     | 0     | 0     | 0        | 6     | 7     | 11       | --          | .462  | 355   | 81.1     | 83       | 8           | 32       | 3     | 4        | 53       | 4     | 0        | 39    | 36       | 3.98     | 1.41    |
| 1998      | 日本ハム  | 23    | 0     | 0     | 0     | 0        | 0     | 1     | 0        | --          | .000  | 135   | 32.1     | 29       | 2           | 10       | 1     | 1        | 20       | 0     | 1        | 12    | 11       | 3.06     | 1.21    |
| 1999      | 中日      | 5     | 0     | 0     | 0     | 0        | 0     | 0     | 0        | --          | ----  | 30    | 6.2      | 7        | 0           | 4        | 0     | 1        | 2        | 0     | 0        | 3     | 3        | 4.05     | 1.65    |
| 通算：7年 | 通算：7年 | 197   | 0     | 0     | 0     | 0        | 20    | 19    | 28       | --          | .513  | 1426  | 337.1    | 319      | 21          | 118      | 14    | 14       | 243      | 6     | 1        | 127   | 116      | 3.09     | 1.30    |

### タイトル
- 最優秀中継ぎ投手：1回（1996年）※パ・リーグ初

### 記録
初記録
- 初登板：1992年4月23日、対福岡ダイエーホークス5回戦（東京ドーム）、6回表一死に2番手で救援登板・完了、3回2/3を3失点
- 初奪三振：同上、6回表に若井基安から
- 初勝利：1995年4月23日、対西武ライオンズ6回戦（東京ドーム）、5回表二死に2番手で救援登板、3回無失点
- 初セーブ：1995年5月5日、対千葉ロッテマリーンズ5回戦（東京ドーム）、7回表に2番手で救援登板・完了、3回無失点

その他の記録
- オールスターゲーム出場：1回（1996年）

### 背番号
- 19（1992年 - 1994年）
- 48（1995年 - 1998年）
- 32（1999年 - 2000年）
- 47（2001年）
- 73（2002年 - 2013年）
- 83（2017年 - 2023年）
- 74（2024年）
- 79（2025年 - ）

### 登録名
- 島崎 毅（しまざき たけし、1992年 - 2002年）
- 島﨑 毅（しまざき たけし、2003年 - 2013年、2017年 - 2023年）